# Westaue
Die Westaue ist ein 12,5 km langer, linker Nebenfluss der Leine im Landkreis Schaumburg und in der Region Hannover in Niedersachsen.
Die Westaue ist die Fortsetzung der Sachsenhäger Aue ab dem Zufluss der Rodenberger Aue östlich von Auhagen und südlich des Steinhuder Meeres im Landkreis Schaumburg. Schon nach rund 800 m überquert sie die Landkreisgrenze und fließt durch Mesmerode, Bokeloh, Wunstorf, Blumenau und Liethe.
Zwischen Liethe und Bordenau mündet die Westaue in die Leine.
Die knapp 13 km lange Westaue hat lediglich 3 weitere Zuflüsse: die Osterriehe, den Mordgraben und die Südaue, die bei Barsinghausen im Deister entspringt. Durch die drei Auen, die die Westaue aufnimmt, führt sie Wasser aus dem Deister, dem Süntel, dem Bückeberg und den Rehburger Bergen in die Leine.
Ihr eingedeichtes Flussbett nördlich der Altstadt von Wunstorf erhielt sie durch Umleitung und Stilllegung der Süd- und Nordaue (am Südwall und Nordwall der Altstadt) sowie Aufhebung des Mühlstaus (am Nordwall für die Wassermühle der Firma Langhorst) in den 1970er Jahren. Durch diese Flussregulierung wurden die früher häufigen Überschwemmungen von Teilen der Altstadt beendet.